# Elacatis indicus
Elacatis indicus là một loài bọ cánh cứng trong họ Salpingidae. Loài này được Pic miêu tả khoa học năm 1944.